# Journal on European History of Law
Journal on European History of Law – czasopismo naukowe na temat historii prawa, ukazujące się w języku angielskim i niemieckim. Jest skierowane do historyków prawa przede wszystkim z krajów europejskich, zainteresowanych historią prawa, prawem rzymskim lub opublikowaniem wyników swoich prac badawczych w tym obszarze. Magazyn drukuje także recenzje książek prawnohistorycznych i raportów z zakresu historii prawa. Ukazuje się od 2010 roku. Czasopismo wydawane przez STS Science Centre Ltd., a redagowane przez stowarzyszenie The European Society for History of Law. Wszystkie publikowane artykuły recenzowane są przez radę naukową.